# Discoptila
Discoptila är ett släkte av insekter. Discoptila ingår i familjen syrsor.
Kladogram enligt Catalogue of Life:
| Discoptila | \| \| Discoptila clauseri \| \| \| \| \| \| Discoptila fragosoi \| \| \| \| \| \| Discoptila sbordonii \| \| \| \| \| \| Discoptila willemsei \| \| \| \| \| \| Discoptila zernyi \| \| \| \| |
|            | \| \| Discoptila clauseri \| \| \| \| \| \| Discoptila fragosoi \| \| \| \| \| \| Discoptila sbordonii \| \| \| \| \| \| Discoptila willemsei \| \| \| \| \| \| Discoptila zernyi \| \| \| \| |
|            | Discoptila clauseri |
|            | |
|            | Discoptila fragosoi |
|            | |
|            | Discoptila sbordonii |
|            | |
|            | Discoptila willemsei |
|            | |
|            | Discoptila zernyi |
|            | |